# Coupe des Pays-Bas de football 1937-1938
Navigation
Édition précédente Édition suivante
La Coupe des Pays-Bas de football 1937-1938, nommée la KNVB beker, est la 33e édition de la Coupe des Pays-Bas.

## Finale
La finale se joue le 12 juin 1938 au stade de l'ASV UVV à Utrecht. Le VSV Velsen bat l'AGOVV Apeldoorn 4 à 1 et remporte son premier titre.